# Sirsa
För andra betydelser, se Sirsa (olika betydelser).
Sirsa (hindi: सिरसा, punjabi: ਸਰਸਾ) är en stad i den indiska delstaten Haryana. Den är administrativ huvudort för ett distrikt med samma namn och hade 182 534 invånare vid folkräkningen 2011.